# SRM Shineray E3
SRM Shineray E3 (кит. 鑫源E3) и SRM Shineray E3L (с удлинённой колёсной базой) — двухместные малотоннажные грузовые электромобили, выпускающиеся с мая 2024 года китайской автомобилестроительной компанией Shineray Group под брендом SRM.

## Описание
SRM Shineray E3 и E3L имеют одинаковую конструкцию. Обе модели оснащены задним электродвигателем мощностью 60 кВт и крутящим моментом 220 Н⋅м.
E3 оснащается аккумулятором CATL ёмкостью 38,64 кВт⋅ч с запасом хода 253 км или же аккумулятором CATL ёмкостью 32,14 кВт⋅ч с запасом хода 221 км. E3L, в свою очередь, оснащается аккумулятором CATL ёмкостью 41,86 кВт⋅ч с запасом хода 263 км.
Глубина грузового отсека E3 составляет 3145 мм, а площадь бокового входа — 1,275 м² (с открытыми раздвижными дверями).

## Галерея
- Вид спереди
- Вид сзади